# Macareo (hijo de Licaón)
En la mitología griega, Macareo (Μάκαρ / Makar; Μακαρεύς / Makareus) es un príncipe de Arcadia hijo de Licaón, el hombre que fue transformado en lobo por Zeus por hacer sacrificios humanos a los dioses. Macareo destacaba por su impiedad, y cuando Zeus se dirigió de incógnito a su palacio para comprobar por sí mismo la veracidad de sus crímenes, los licaónidas mataron a uno de sus hermanos y se lo sirvieron de cena, con el fin de descubrir si se trataba realmente de un dios. Descubierto el horrendo manjar, Zeus transformó a los licaónidas en lobos, o bien los fulminó con su rayo. En otras versiones fue Licaón, y no sus hijos, el que ofreció el banquete a Zeus.
Este Macareo fundó en Arcadia la ciudad de Macareas.